# Амбуаз, Жорж
Жорж д’Амбуаз (фр. Georges d'Amboise; 1460, замок Шомон-на-Луаре — 25 мая 1510, Лион) — кардинал и министр французского короля Людовика XII. Строитель замка Гайон. Дядя Жоржа д'Амбуаза Младшего.

## Биография
В 14 лет был уже епископом в Монтобане и придворным духовником Людовика XI; позднее, при Карле VIII — архиепископом Нарбонны, а в 1493 году — архиепископом Руана.
Заняв в 1498 году пост министра Людовика XII, Амбуаз стал единственным руководителем короля и судеб Франции. В том же году папа Александр VI возвёл его в сан кардинала и вскоре после того назначил папским легатом во Францию, будучи которым, Амбуаз старался произвести реформу францисканских и доминиканских монашеских орденов.
По смерти Александра VI он тщетно добивался быть избранным папой. Избранные вместо него папы Пий III, царствовавший только 27 дней, и Юлий II приобрели в Амбуазе опасного противника, так как Амбуаз посеял в это время вражду между французской церковью и римской курией. Он собрал собор, первоначально заседавший в Пизе, а позднее в Милане и Лионе. Но неудачи, постигшие французские войска в Италии и лишившие французов их прежнего влияния, разрушили планы Амбуаза. Вскоре после того кардинал скончался в Лионе.

## Источник текста
- Амбуаз Жорж // Энциклопедический словарь Брокгауза и Ефрона : в 86 т. (82 т. и 4 доп.). — СПб., 1890—1907.